# Pär Sundberg
Pär Tomas Carl Sundberg (Stoccolma, 22 ottobre 1957) è un attore svedese.

## Biografia
Nato il 22 ottobre 1957 a Stoccolma, ha raggiunto la popolarità a livello internazionale negli anni '70 come attore bambino nel ruolo di Tommy nella serie TV Pippi Calzelunghe. A differenza delle colleghe Inger Nilsson e Maria Persson (rispettivamente Pippi e Annika), che dopo il successo avuto durante l'infanzia provarono a sfondare nel mondo nello spettacolo, Sundberg non provò nemmeno ad entrarvi, scegliendo altresì di ritirarsi dalle scene e condurre una vita tranquilla e lontana dai riflettori. Di conseguenza, la sopracitata serie, insieme ai film TV Pippi Calzelunghe e i pirati di Taka-Tuka e Quella strega di Pippi Calzelunghe – anch'essi tratti dai romanzi di Astrid Lindgren – costituiscono le sue uniche apparizioni sul grande schermo.
Malgrado vi siano poche informazioni circa la sua vita privata, è noto che ha intrapreso una carriera nel settore immobiliare, in cui si è specializzato in vendita, consulenza e gestione di proprietà. È sposato con un'impiegata, ed attualmente i due vivono a Stoccolma.

## Filmografia
- Pippi Calzelunghe - serie TV, 13 episodi (1969)
- Pippi Calzelunghe e i pirati di Taka-Tuka - film TV, regia di Olle Hellbom (1970)
- Quella strega di Pippi Calzelunghe - film TV, regia di Olle Hellbom (1970)